# Bébé à bord
Pour l’article homonyme, voir Bébé à bord (téléfilm).
« Bébé à bord » est un message parfois affiché à l'arrière d'une automobile pour indiquer aux véhicules qui le suivent qu'il a souvent pour passagers de jeunes enfants. Destiné à susciter l'attention des autres automobilistes et à les rendre plus précautionneux en cas de dépassement, le message a été inventé aux États-Unis au milieu des années 1980, sous la forme anglaise « Baby on Board ».

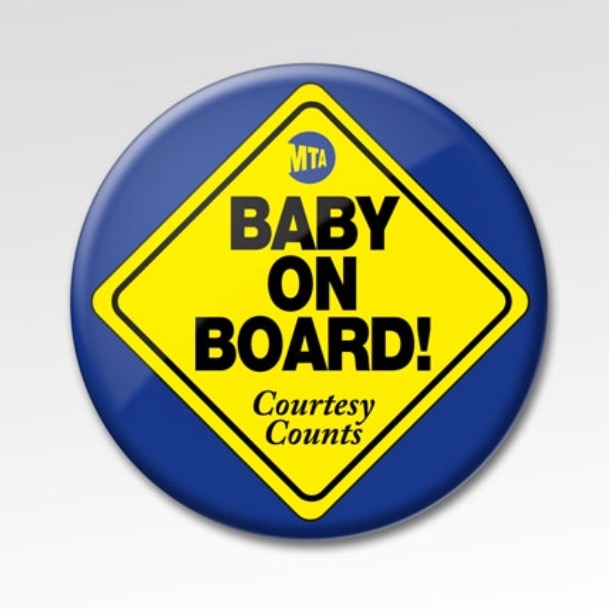
Baby on Board